# 鬼神童子ZENKI
『鬼神童子ZENKI』（きしんどうじゼンキ）は、原作：谷菊秀、作画：黒岩よしひろによる漫画。
『月刊少年ジャンプ』（集英社）において、1992年12月号から1996年9月増刊号まで連載された。また連載に先駆けて同誌1992年8月号に発表された、設定が異なるパイロット版の読切作品（後述）が存在する。1995年にテレビアニメ化された。

## ストーリー
最強の呪術者「役小角」（えんのおづぬ）の血を引く祓い師「役小明」（えんのちあき）は、いつか小角が使役した最強の鬼神「前鬼」を呼び覚ますことを夢見ながら引退した祖母「役小鬼」（えんのさき）に代わって神社「役呪法堂」（えんのじゅほうどう）を切り盛りしていた。そんなある日、「小角の秘宝」の存在を信じた「猫丸」と「犬丸」という二人組が役呪法堂に侵入。本堂に封印されていた「憑依の実」（ひょういのみ）に取り憑かれてしまう。小明は必死に立ち向かうが、憑依の実は2人の欲望を吸いきり孵化、「憑依獣」（ひょういじゅう）となってしまう。小明は絶望しかけるが、その時代々伝わる法具「護法輪具」（ごほうりんぐ）が光り始める。「輪具が輝くとき前鬼甦らん…」。小明は幼い頃から聞かされ続けた伝承に最後の望みをかけ「前鬼覚醒」の呪文を唱える。すると本堂に安置されていた「前鬼石」が砕け、前鬼が復活した。前鬼は圧倒的な力で憑依獣を撃破、そして「この女を殺してしまえばオレ様は再び封印されることは無い」と言い、今度は小明に襲い掛かる。しかし護法輪具の力で前鬼は弾き飛ばされ小明は難を逃れ、前鬼は小角のかけた術によって弱い童子姿に変わってしまう。唖然とする前鬼と小明。すると空に小角の姿が浮かび上がり「世に災厄の種は尽きぬ、我が式神、前鬼を使役し、邪悪と戦い滅せ」と言い残す。このときから前鬼と小明の長い戦いが始まった。

## 登場人物

### 主要人物
前鬼（ぜんき）
本作の主人公。千数百年前、役小角によって使役された最強の紅い鬼神。鬼でありながら「角」を持たず、小角から与えられた破邪の力「金剛角」（こんごうかく）と生まれ持った雷の力を使って戦う。身体能力は人間の力をはるかに凌駕し、憑依獣を素手で引き裂くことも可能。さらに小明や後鬼ら仲間の力を得ることで幾度もパワーアップし、核兵器レベルの攻撃に耐え、大気圏突破も行った。胸や腹を貫かれても死なない不死身とも言える体を持つが、弱点は首で切り落とされると完全に死亡するといわれる。鎧のようなものを着ているがこれは身体と同化しており外れない。性格の粗暴さ故に小角に封印をかけられ、普段はチビ前鬼と呼ばれる形態になっている。自分の意を通すことが第一で他者に対しては「自業自得」が信条。復活後は小明を殺そうとする場面も見られたが、少しずつ信頼関係が築かれていく。その後の戦いでも我儘で傲慢な性格は変わらないが、仲間を守る姿も見られるようになる。鬼神としては甘いところがあり、弱い者が理不尽に傷つくのを良しとしない一面がある。千数百年前にヴァサラと対立した際に「本来の角」を折られたのも人間の娘を庇ったためだが「瘴気を食らい、戦って勝つこと」が行動理念の主軸であり、借りは必ず返す律義さこそあるものの、基本的に彼自身が「人間のために」戦ったことは一度もない。
封印解放のためには小明の呪力であるヴァジュラの光が必要。その他にも前鬼の怒りで封印が解かれるが、その際はヴァジュラの力は使えず身体能力のみでの戦いを強いられる。
元々絶大な潜在能力を持つが、その力を開放するには小明のヴァジュラに乗せた呪力や後鬼の鬼神力を纏めて受けるなど、起爆剤となる「莫大な量の力」を必要とする。
チビ前鬼（童子前鬼）
声 - 山口勝平
小角のかけた封呪が効いているときの姿。体重が非常に軽いため動きはすばやいが、戦闘力は一般人よりも弱く、小明に力負けする。普段の前鬼の姿。体は（本来）非常に柔らかく脆かったが、肉体が新しくなってからは瞬時に金剛と同じ硬さにできるようになった。なお、小明に封呪をかけられたときの他、鬼神力（きしんりき）が尽きて封印に抗することができなくなったときもこの姿に変わる。力を封じられている分「無駄に力を使わない」とのことで、ヴァサラとの戦いで傷ついた際には鬼神力の全てを治癒・回復に回すため自分からこの姿になった。
鬼神前鬼（アニメ版ではZENKI）
声 - 小杉十郎太
前鬼石から目覚めてしばらくの間の戦闘形体。小角から与えられた「金剛角」の力を使って強力な術をいくつも使用できるが、「鬼神解縛秘呪」（きしんげばくひじゅ）が不完全なため、全ての能力を使用することができなかった。
前鬼 完全鬼神
「鬼神解縛秘呪」が完全に唱えられた前鬼の完全体。原作では最初の封印解放形態である。見た目はほぼ同じだが、身体能力が向上し、生まれ持った「雷の力」を使用できるようになった。多少の傷なら秘呪を唱えることで回復させられる。
金剛角は火呪羅との戦闘で折られ、失ってしまったが小明の「ヴァジュラ」（金剛角）の力を取り込むことで同じ力を持つ「金剛光角」（こんごうこうかく）を生み出し、同様に小明の五行術を増幅させる。また、最後の切り札ともいえる術「極覇光」（ルドラ）を使えるようになった。
超鬼神前鬼
ルドラによって以前の肉体が砕け散った後に小明の「生命の光」と後鬼の「転生の陣」の力を借りて生まれ変わった前鬼の新しい姿。これまでの前鬼は「光の魂」が「闇の肉体」に宿るという相性の悪いものだったが、超鬼神は「光の魂」にふさわしい「光の肉体」であるため「完全鬼神」の時ですら比較にならないほどの戦闘力を獲得した。ヴァジュラと雷の力を合わせた新武装・金剛雷靭斧から放つ「闘魔鳳吼（とまほうく）」を必殺技としている。さらに、小明の全力の超ヴァジュラと後鬼の鬼神力を受けることで「金剛輪・極覇光（ルドラ）」や、怒りの鬼神力とヴァジュラの合わせ技「金剛角・紅蓮怒（ぐれんど）」を使う。ただし、この紅蓮怒は全身をエネルギー状に変化して発動する超鬼神となった前鬼であってもギリギリの制御で成り立っており、肉体が損傷するなどで少しでもバランスが狂えば自滅する諸刃の剣である。
アニメ版では、前鬼が小明と後鬼の力で変身した姿となっている。また、金剛雷靭斧は、金剛龍が変身した「金剛斧」となっており、超鬼神になる前に入手した。
闘鬼神前鬼
最終決戦を目前にして紅蓮怒の力を肉体の再構成に使い、「超鬼神」からさらに進化した形態。超鬼神の時には苦戦した敵・凶を一瞬で葬り、「隕怒羅（いんどら）」という技を撃つことができる。大まかな外見は完全鬼神に近い。
アニメ版でも最終決戦において変身し、魔神獣を倒した。原作とは外見が異なり、超鬼神がベースで頭に3本の角が生えている。
読みきり版の前鬼
護法輪具および憑依の実とともに土御門高校の裏山に埋められて封印されていた。欲ボケの千明が輪具の封印を解き放ったことで、最初の封を解かれて現臨するが、この時点では童子姿である。輪具をはめた腕で宙に五芒星を描いて名を呼べば誰でも召喚可能で、瘴気を特定量以上吸収すると鬼神姿へと戻ることができる。ただし瘴気を術に変えて消費して、使い果たしてしまうと再び童子姿へと封印されてしまう。物語の最後で千明から輪具を取り上げ、自由となるために、いずこかへと去っていった。

役小明（えんの ちあき）
声 - 横山智佐
役小角の後継者。長い髪をツインテールにした髪型の女子高校生で、未熟だが何事にも負けない芯の強い性格。身長158cm、体重46kg、B83、W54、H82（原作4巻より）、血液型0型。当初は現代っ子らしい一面が強く、前鬼のことも「式神という道具」と認識していた。スタイルが良く原作ではよく脱がされるシーンもあった。またパンチラシーンが非常に多い。アニメ版では下着の色が変わることもあった。
符術を用いて風や炎といった現象を起こし攻撃ができるが、千明自身の戦闘能力は低い。四呪士との戦いで金剛角を取り込み、自身の「小角の力」を覚醒させてから徐々に強くなっていった。護法輪具を使用し前鬼の封印解放を行う他、憑依獣を祓うことも可能。しかしこれは護法輪具によって彼女の力を増幅させているためであり、輪具が無いと封印解放もできない。祖母・小鬼の未来予知によると、将来は小角を超える術師になるという。それは見事に的中し、最終決戦では小角の力を継承し大幅なパワーアップを遂げた。その際に衣装も変化した。
読み切り版の小明（安倍野 千明 / あべの ちあき）
読み切り版では役家の人間ではなく安倍晴明の子孫とされている。私立土御門高校に通う女子高生。金にがめついところがあり、先祖代々の陰陽術（特に押し売りめいた占いや呪的グッズの販売など）を用いて、同級生を相手に些少だが阿漕な商売を行っている。輪具の封印を解いてしまったのも売却目的で、前鬼に対しても「金ヅルになるかも」という思いが強い。陰陽師としての腕は連載初期の小明同様に未熟そのもの。

役小鬼（えんの さき）
声 - 斉藤昌
小明の祖母。小明の代に前鬼が甦ることを予知し、役家の名代を小明に譲り、来るべき危機に備えるために各地を奔走していた。「現代の小角」とまで呼ばれる術者。
アニメ版では各地を旅しておらず、序盤から一員として登場している。
役寿海（えんの じゅかい）
声 - 丸山詠二
小鬼の弟で式神町にある寺・麒麟寺の住職。若い頃は「邪術師バスター」だったらしく「役流寿拳」を使う。今でも実力は衰えておらず、犬神の術者数人を徒手空拳で倒している。
容姿は祖先である小角に似ているが、スケベな性格で軍事マニア。小明にセクハラ発言もしていた。自動車免許を所有しており、愛車はジープ。前鬼に対して敬意を払う態度で接しているが、アニメ版ではチビ前鬼をからかうような態度を取ったので小鬼に怒られている。
役小角（えんの おづぬ）
声 - 堀勝之祐
史上最強の呪術者。千数百年も前から現代のことを予知し、様々な道標を残していた。
後鬼（ごき）
役小角の使役したもう一人の鬼神。人間を愛したため人と契を結び、子孫を残した。千数百年の間、子孫の中を転生し続け、膨大な知識を得ている。もともとは「空」「風」「火」「水」「地」の五つの力を持っていたのだが、子孫たちには一つずつ分割して受け継がせたために覚醒したばかりの頃は本家に伝わる守護と回復の「空」の力しか使えなかった（後に神仙坊の「地」の力と母親の「水」の力を取り戻した）。力を取り戻すたびに、鬼神時の姿も変わった。単純な力は前鬼に及ばないものの、身体能力はほぼ互角。温厚な性格で、小明のことを「マスター」と呼び、サポートする。ボディカラーも蒼。封印解放時の前鬼をたしなめることができる数少ない人物の一人。
後鬼丸（ごきまる）
声 - 緒方恵美
鬼神後鬼の血を引く一族の若。12歳くらいの中性的な外見を持つ少年で、とても臆病な性格だったが、後鬼として覚醒した後、心が後鬼と融合したため大人っぽくなった。人間形態でも一般人以上の身体能力を見せ、腹部を貫かれても即死しない。当初は自分の力で鬼神に変身できなかったが、水の力を得てからは「鬼神変現アカーシャ・オン」という呪文で変身できるようになった。
アニメ版では人間時の名前は後藤晶（ごとう あきら）で最初から自分で変身できる。最終決戦後、小明に鬼神の力を封印してもらったが、エピローグで封印が解かれる。
「空」の力
後鬼の五つの力のひとつ。この力のみ使えた時は後鬼丸の外見に鬼神の鎧をまとった姿になる。敵を弾き飛ばす盾「守護光盾」（しゅごこうじゅん）とドーム状のバリア「守護天蓋」（しゅごてんがい）などの守護の力と傷や毒を治す回復の力「回復光」（かいふくこう）を使える。攻撃技がないため、役寿海の拳法を元に回避能力とカウンター攻撃に優れた「虚空拳」を編み出す。アニメ版では最終回までこの姿のままで、後述の「不動龍棍」が使用可能になった後も外見が変化しない。
「地」の力
後鬼丸のお守役である深仙坊が瀕死の状態になったとき、深仙坊からこの力を受け継いだ。この力に目覚めた時は、両肩の肩当てが外れ、長い髪の成人の姿になった。肉体を主とした戦法を得意とする力で「不動龍棍」（ふどうりゅうこん）という棒を使えるようになっている。
「水」の力
憑依神編で死亡した際、意識の中で母親から与えられた力。小明と同い年くらいの青年の外見になり、ポニーテールのような髪型。氷の力を操ることができる。切り裂いた敵を凍りつかせて破壊する「氷牙斬」（ひょうがざん）と強力な冷気で周囲のものを凍らせる「凍結波」（とうけつは）を使える。

神酒壮真（みき そうま）
声 - 梁田清之
影高野の僧侶で退魔師。サングラスをかけており酒飲みという不良坊主だが実力は確か。自らの呪力を剣に変えて戦う他、持ち歩いている酒も剣に吹きかけ炎を生み出し、炎の剣として攻撃するなど、ただの呑んだくれではない。当初は一匹狼なところがあり、小明たちを邪魔者扱いしている節があったが、影高野を滅ぼされた後は未熟さを悔い、過酷な修行の末に大幅なパワーアップを遂げた再登場した。以降は小明たちの仲間として加わる。
深仙坊（しんせんぼう）
後鬼丸のお目付け役。「地」の力を受け継ぐ家系で、拳を硬化させる岩石拳という術（パンチの名は「岩龍砕」）を使う。イメージは格さん。
南雲さやか（なぐも さやか）
声 - 岡村明美
小明の親友。原作では前鬼、アニメ版では犬神に助けられたことを際に一目惚れしている。特にアニメ版では黄泉の国から追われた犬神の唯一の理解者として第4クールで活躍場面が多い。
亜子（あこ）
声 - 大谷育江
小明の親友。原作では憑依獣によって人形にされたことがある。
憑依の実（ひょういのみ）
一見すると手の平に乗る程度の大きさの果実であるが、活性化すると眼球と触手を展開して人間に憑依し、憑依した人間を憑依獣という怪物に変異させる魔物。同じ憑依の実から生まれる憑依獣は同一形態であるものの、憑依した人間の持つ欲望の種類や強さによって能力が変化する。欲望が憑依の実が満たされるほど高まると憑依獣に変身し、原作では憑依された人間は憑依獣誕生時に肉体が粉々になり死亡するか、肉体が破壊されなくとも暴力的な欲望であった場合は重傷を負ったり、廃人になったりする例もある。普通の恋愛感情や向上心、食欲のように平常生活や生存に必要な欲望で憑依獣になった場合は失神する程度で済む。アニメ版では無傷で生還できるものも多く、前鬼は「憑依の実に完全に支配されなければ死なない（第2話）」、「助かるかどうかは憑かれた人間の心次第（第35話）」と解説している。また、強力な邪術師はこの実を自ら体に取り込むことで、身体能力を飛躍的に強化する者もいる。
ヴァジュラや祓い師の力を受けることで不活性状態になる性質を有し、前鬼にとっては体力を回復させる効果を持つ大好物。前鬼曰く憑依獣を封じるのは「人間がいなくなると実を食えなくなるから」。読切版の物は不味かった。

### 四呪士編
邪術士（呪術の力を己の欲望のために使う人間）。冒頭のエピソードから現れる敵だが、彼らは少数派であり、大半の邪術師は一般人相手の呪殺などを商売にしている。
鴉紋（あもん）
役家を敵視する呪殺士。本作最初の主要敵キャラクター。スタイリッシュな美形の男で小明も一目惚れしているが、根は冷酷かつ残忍。怨霊を拳に纏わせた「怨霊拳」という体術を組み合わせた接近戦を得意とする。「小角以上」と自称する式鬼使いであり憑依獣を式鬼として操ることができるが、配下の式鬼に自身を上回る力を与えてはいない。前鬼に手こずっていたところ四呪士に窘められる。その後は自らの手で前鬼を倒そうと戦いを挑み、一時は優位になるほどの実力を見せるが、彼のタフさを甘く見て敗北した。直後、四呪士が現れ前鬼に戦いを挑むことになる。
火呪羅（かじゅら）
四呪士の一人。炎の術の使い手。卑劣な性格で寿海の魂を人質にとって、前鬼の金剛角を折って倒そうとするが風の術で炎の力を消され、敗北する。
闇呪羅（あんじゅら）
四呪士の紅一点。年若い妖艶な美女。自らが作り出した闇の中に相手を引きずりこみ、その者の恐怖を取り込んで武器として扱う。
闇で前鬼の雷を無効化し、小角と小明の幻影を使って首を切り落とす寸前まで追い詰める。しかし前鬼のルドラに対する恐怖が取り込めず、それが弱点と分かった前鬼のルドラに敗れる。
全身を光で焼かれたもののまだ死亡しておらず、激突寸前の死呪羅と前鬼の前まで這い上がって来る。しかし用済みだったため死呪羅に魂を抜かれ取り込まれた。
魔呪羅（まじゅら）
四呪士の一人で闇呪羅の兄。小明を人質に取った。憑依の実の力を自分の力として取り込むことができる。これによって鬼の力を扱うことができるようになるが、逆に実を食べ過ぎると実の力に耐えられず乗っ取られる。それを前鬼に見抜かれて実を無理やり食べさせられ、憑依獣になってしまうが前鬼に対する復讐心から自我を失わず襲い掛かるも敗死した。
妹には実力を信頼されていたようだが、彼の方は「妹を倒して私のところに来い」と前鬼が来るのを待ちわびていたり、妹が敗れた時も顔色一つ変えなかった。
死呪羅（しじゅら）
四呪士の頭。武器である死鎌は、相手の魂を抜き取ることができる。これにより式神町の住民たちの魂を抜き取った。
死呪羅によって前述の3人は捨て駒でしかなく、3人の魂を吸収することで炎・闇・鬼の力を持った「暗黒死呪羅明王（あんこくしじゅらみょうおう）」となる。このため前鬼が3人を倒してくれたのは都合がよかったと語る。
さらに自分が不利になると鎧の中に封じ込めた人々の魂を人質にして前鬼を倒そうとするなどとても狡猾な手を使う。しかし死鎌によって人質になっている魂たちを解放され、ヴァジュラ雷光牙によって葬られる。

### 犬神編
犬神狼（いぬがみ ろう）
声 - 一条和矢（PC-FX版 - 子安武人）
犬神軍団の首領。17歳にして自分のビルを所有している。普段は敬語で典雅な振る舞いだが、反面激昂しやすくすぐに地が出る。当初の前鬼のパンチを指一本で受け止め吹き飛ばすほどの力(本人曰く「10%も出していない」)がある。転生した前鬼に顔を殴られたことを根に持ち、魔神獣（の繭）の力で魔神犬神狼となり前鬼と後鬼を圧倒するが、金剛輪ルドラの前に敗れる。後を追うように黒帝も消滅した。
アニメ版では黄泉の王・閻凱の息子で自ら黄泉の王子と名乗った。原作と違って改心し、自身に想いを寄せる南雲さやかに見守られながら新たな道へと進んだ。
黒帝（こくてい）
犬神狼の式神。108個の憑依の実を食うことで魔神獣になる。106の実を食したことで繭になったが、その状態では身動きがとれず、小鬼率いる術師達によって葬られた。
アニメ版では、魔神獣となりラスボスを務めるが、前鬼たちの金剛輪ルドラの前に敗れる。戦い終えた後、元の黒帝に戻ったらしく、犬神と共に旅に出た。
蟇（ひき）
犬神四天王の一人で代々犬神家に仕えている一族の出身。黒いスーツを着た痩身の不気味な男。最初の刺客として登場。影荒野の術者たちを皆殺しにした。邪言霊（まがことだま）の使い手。
邪玄武王
邪法術「憑移し」で近くにいた憑依獣を吸収した姿。邪言霊を「魍魎召喚」で化物に進化させ、金剛光角が通じず砕けてしまう硬度を持つ甲羅「邪玄武装甲」を全身に纏って前鬼を圧倒するも、ルドラで半身を消し飛ばされる。
邪玄武王・再生
邪法術邪言霊「邪脱変」で影高野の術者の憎悪を吸収し、再生した姿。左目だけは元に戻らなかった。触れた物を結晶化させる「黒呪氷」と、周囲の重力を歪ませる「暗黒邪装弾」を使う。
魔神・邪玄武王
体のサイズを元の姿に近づけ、パワー・スピードをさらに増した姿。転生した前鬼には全く歯が立たず敗れる。
血丸（ちまる）
犬神四天王の一人。世界を支配したら「昼は犬神が、夜は自分が統括する」という理由で犬神の下で働いている。そのため犬神に忠誠を誓っていない。内心では犬神の排除を目論んでおり、前鬼たちに協力したこともある。しかし犬神に見抜かれて逆襲され、以後は姿をくらました。妖怪たちを束ねており吸血鬼のような風貌をしている。身体に血液がある限り不死身とも言える再生能力を持っているが、仮に全身の血を抜き取られたとしても再生能力が失われるだけで倒すことはできない。それは武器として使用する日本刀が本体だからである。ドクロ僧が破れた後、憑依の実を奪おうと深仙坊に重傷を負わせたため、後鬼の怒りを買ってしまい一騎討ちとなる。前回の戦いで本体を見破られていたため刀を破壊され消滅した。四天王の中では最後に倒された。
鬼門（きもん）
犬神四天王の一人。全身を包帯で包んでいる男。あらゆる機械を操る（取り込んで力に変える）付喪邪操術を使う。かつてこの術のせいで左半身を失ったが、犬神からサイボーグ手術を受けさせてもらい一命と取り留める。そのため犬神に対する忠義心が強く、勝つためなら捨て石になる覚悟を持つ。最期は自ら小型太陽となり超高熱で千明たちを苦しめるが前鬼によって宇宙空間へ飛ばされる。最後は自爆により相打ちを試みるも金剛輪ルドラによって消滅した。
ドクロ僧（ドクロそう）
犬神四天王の一人。300年前、魔神獣誕生の伝承を信じ自らに呪を掛けて生きながらえてきた。このため犬神に対する忠誠心というよりは自らの知的好奇心を満たすために強力している。水を自在に操り、さらに相手の心を読む特殊能力で前鬼を苦しめるが、彼の底知れぬ怒りに触れ、恐怖し敗北した。
邪青龍王
怒りで鬼神に戻った前鬼に追い詰められたドクロ僧が憑依の実を食べて変身した姿。これを見た小明からは「魔呪羅と同じ力」と呼ばれている。

### ヴァサラ編
ヴァサラ
かつて小角に仕えていた鬼神軍団のリーダー。「憑依獣を生み出す人間自体が邪悪だから」という理由で人類を滅ぼそうとしたため、小角によって封じられ「呪殺道士が使った悪の式神」という「嘘」の伝承を立てて鬼道家によって守られていた。だが、役家に敵意を持つ秀一の手によって復活する。超鬼神前鬼以上の実力者で「ヴァジュラ」を撃つほか、半径500メートル四方を消滅させる「餓髏凰吼（がるほうく）」という斧や「爆雷・陰弩邏（インドラ）」という黒い雷を纏った光術を使う。
弱者に甘いところのある前鬼や、人間に価値を見出して同化した後鬼と比べて「人間もそれ以外も等価値で扱い、その上で人間が世界にとって害悪」と判断した。そういう意味では誰よりも鬼神らしい鬼神だが、前述の主張も含めて少々「潔癖すぎる」と思われる面がある。過去に前鬼の持っていた「本来の角」を折った張本人。
死闘の末に前鬼によって月まで飛ばされそのまま封印され石となっていたが、最終話にて虚空によって封印を解かれ、利害が一致したことで前鬼たちに加勢した。その後の動向については不明だが、世界を救った一員として描かれている。
英有紀（はなぶさ ゆき）
小明の通う高校の先輩で、合気道部主将。実家の神社で巫女も務める。千明から尊敬されている。悪質な客寄せを行う剛次を懲らしめようとするが、剛次の腕力で巫女服を引き裂かれ、公衆の面前でパンティ一枚に剥かれてしまう。しかし前鬼の奮闘によって助けられる。
その後は憑依獣になった町の人たちを助けるべく千明に協力した。以後は登場しない。
アニメ版35話では「那須 一子（なす いちこ）」として登場。声優は渕崎ゆり子。弓道部の先輩。原作とは違いクールな性格。
弓道の実力不足に伸び悩んでいた心の隙を付かれ憑依獣になってしまう。前鬼をあと一歩のところまで追い詰めるも後鬼の助力によって復活した前鬼に敗れる。憑依の身は犬神に改修されたが、直後に矢を放って実を貫くことで一矢報いた。
その後は調子を取り戻し弓道の試合に勝利している。憑依獣から戻った直後は衣服が破れた状態だったが、原作ほどセクシャルではない（お腹が見える程度）。
鬼道秀一（きどう しゅういち）
小明の同級生で、鬼道家の一人息子。式神町の学生の中ではそこそこ優秀で小明を「落ちこぼれの小明くん」と見下している。実際には思慮が浅く、呪殺という行いを「現代社会においては、犯罪とは立証されない手法による美味しい商売」と考えている。役家が前鬼という鬼神を使役しているなら「呪殺道士が使った悪の式神（という「嘘」で封印されていたヴァサラ）」を使えばいいと復活させた張本人。憑依獣になりかかった父親を救えるのは前鬼という鬼神を使役できる小明だけとわかっても内心では小明に頭を下げて頼むことに納得していなかった。
剛次（ごうじ）
有紀の同級生で幼馴染の男。秀一とつるんでおり、鬼道神社で暴力を使った悪質な客引きを行う。幼い頃から有紀に勝てず、有紀に恥をかかせることを願い、憑依の実の力を利用して、有紀を乳房丸出しの姿にして辱める。その後、憑依獣に変身して前鬼に撃破された後は、両腕が骨折してしまい、激痛に泣き喚いていた。以後は登場しなくなる。
鬼道 巌（きどう いわお）
秀一の父親で鬼道神社の神主だが、裏では依頼を受けて禁じられた呪いによる殺人をおこなう「呪殺道士」として活動している。小鬼には頭が上がらず腰を低くしているが「心にもないことを」と心中を見抜かれている。本心では呪殺を悔やんでいたのかヴァサラに憑依の実を植え付けられても取り込まれず呪力と精神力で暴走を押さえ込んでいた。息子に対する愛情はあったらしく、自分が憑依獣になってしまったのは当然の報いとして受け入れ、一方で息子だけ助けてほしいと小鬼に懇願していた。前鬼によって憑依獣は倒され、焼滅の寸前に助け出されたため命に別状はなかったが、恐怖から白髪になってしまった。

### 憑依神編
憑依神は欲望の塊に憑依の実が取りついて生まれた存在。憑依獣の数百倍の力と人間の数倍の知性を持つ。取りついた憑依の実は心臓と化し、様々な能力を司る。肉体はダイヤモンド以上の硬度を有し、前鬼の金剛雷陣斧も通用しない。小明たちの見立てではヴァサラ並の強さとされている。
風刃の幻糸郎（ふうじんのげんしろう）
目に見えぬ糸で相手を切り裂く「烈空風刃覇」の使い手。高い再生能力を持ち、無数の分身を生み出せるが、憑依の実で出来た心臓を破壊されると機能停止する。分身たちは蜘蛛の糸を吐き出して対象を拘束する能力を持っており、劇中では千明の手足を縛って大の字に拘束してから命を奪おうとした。分身に頼った戦い方をするため本体はその場からほとんど動かなかった。アニメ版2話でもクモをモチーフとした憑依獣が千明を拘束したが、やり方は異なる。
鏡乱の雲骸（きょうらんのうんがい）
鏡の中を移動し、獲物を見つけると鏡の中に引きずりこむ憑依神。引きずり込まれた人は、生命エネルギーを徐々に抜かれて死亡する。エネルギーを吸収する能力は通常時の前鬼の鬼神力すら吸い尽くすほどだが、紅蓮怒の力は吸いきれなかった。
三人目の憑依神
名前は不明。唯一憑依の実を獲得せず、憑依神になることなく退場した。

### 龍魔大帝編
原作における最後の敵対勢力。
毒士・阿主虎（どくし・あすとら）
「異形衆」と呼ばれる人外の一族に属する青年。後述の虚空の命令を受けて役家に伝わる黄金板を手に入れるために現れた。名前の通りあらゆる毒薬を使う呪術士だが、直接的な戦闘力も前鬼たち鬼神に引けを取らない。阿主虎が本人の名前の筈だが、一貫して「毒士」と呼ばれている。
当初は敵だったものの亡き虚空の遺志を継ぎ、前鬼たちの味方となり、打倒龍魔大帝に助力した。
憑依獣士
毒士の部下。複数の憑依獣を戦わせて「力」を集約させていく邪術「蟲毒の法」で造り出された。人の姿のままでも並の憑依獣を上回る力を持ち、身体の半分を失うような重症でも「実の力」を開放して憑依獣形態になれば即時復活する。前鬼に倒された「凶（きょう）」の他に「忌（いまわ）」「禍（まがつ）」を含めた3名が三獣士と呼ばれていたが、復活した龍魔大帝に一撃で喰い殺された。

虚空（こくう）
異形衆を従える青年。正体は、異形衆の王である5つの首を持つ巨大な龍。小角と出会う直前の前鬼を破るが小角、前鬼、後鬼、そしてヴァサラを含めた鬼神軍団の総攻撃を受けて頭脳部分と肉体を分離させられた状態で封印されていた。頭脳部分は虚空という人間の青年男性に似た姿で部下たちを統率していた。「虚空眼」という遠隔視と空間を歪めて道を作る能力で地球上なら見えない物はなく、0タイムでの移動が可能。
作品終盤で終に肉体の封印を破ることに成功するが、長年の封印と肉体に残されていた強烈な憎悪の悪影響で自らの肉体に拒絶された挙句、暴走を起こした肉体に部下をほぼ皆殺しにされてしまう。暴走した自らの肉体に地球自体が滅ぼされかねないと判断し、最後の力を振り絞って月に飛ぶ。そしてヴァサラの封印を解き、前鬼たちへ加勢に向かわせた。
龍魔大帝（りゅうまたいてい）
本体である虚空を喪ったことで憎悪に染まっており、目に映るものすべてを破壊するだけの厄災と化している。5つの首を同時に斬り落とさない限り幾度でも復活するという特性を持つ。最終的に小明、前鬼、後鬼、ヴァサラ、毒士の同時攻撃によって全ての首を失い消滅した。

### アニメオリジナルキャラクター
カルマ編
カルマ
声 - 天野由梨
序盤における黒幕。物静かな声音に敬語と女神のような雰囲気を見せるが、地上に落ちた108つの憑依の実の封印を解き、この世を邪悪な力で支配しようと企む邪神。
その正体は憑依の実を生み出す憑依の樹である。倒された後も怨念を残し、憑依の実を「カルマの実」に、憑依獣を「羯磨獣（かるまじゅう）」に強化させた。
三邪導師（さんじゃどうし）
カルマの使徒たち。
グレン
声 - 難波圭一
赤いマントに身を包む逆立った髪の青年。余裕のある態度でゴウラを年寄りとバカにするも、逆に青二才呼ばわりされてムキになるなど短気なところがある。三邪導師で最強は自分であるとこだわり、手柄を得るべく第一の刺客として前鬼の前に立ちはだかる。
ゴウラ
声 - 笹岡繁蔵
白い眉に顎髭をたくわえた老人。年季のある落ち着いた態度を見せており、その言動にはつかみどころがない。
アンジュ
声 - 緒方恵美
三邪導師の紅一点。水色のセミショートの女性で美人だが、グレンからは「凍りついた顔」と言われるなど冷たい雰囲気をまとう。別に笑わないわけではないが、微笑というよりは嘲笑を浮かべるタイプ。
正体は元・影高野の一員だがカルマに記憶を消されていた。壮真との再会で記憶を取り戻すが、カルマに憑依の実で憑依獣・呪羅に変貌させられる。
原作の闇呪羅とは名前だけでなく衣装も似ており、前鬼のルドラで倒された展開も共通している。
栗林（くりばやし）
声 - 上田祐司
寿海和尚のお寺の僧侶。小明とは幼馴染み。もともとは原作のモブキャラクターだった。小明に好意を持っている様子。
憑依の実にとりつかれた際はクモの糸を操り、多数の女性を拘束して拉致し、小明まで捕らえたが前鬼に倒された。元に戻った後、欲望につけ込まれたことで寿海和尚に怒られていた。
役ちはや（えんの ちはや）
声 - 横山智佐
金剛龍に800年前の平安時代へ飛ばされたとき出会った、役小角の子孫にして小明の御先祖様。外見は小明と瓜二つ。護法童子という式神を使役する。
犬神編（アニメ版）
犬神蓮月（いぬがみ はづき）
声 - 島本須美
犬神狼の母。
黄泉軍団（よみのぐんだん）
黄泉の王閻凱の親衛隊。影虎、蛭蟇蟲、神錻羅（しんぶら）（声：菅原正志）、那戯（なぎ）（声：三石琴乃）の4人。漫画版の犬神四天王に相当する。
影虎（かげとら）
声 - 辻谷耕史
黄泉軍団の軍団長。犬神に謀反を起こし、黒帝を奪い、魔神獣の力を我が物にしようするが、復活した魔神獣によって殺される。
蛭蟇蟲（ヒルマキ）
声 - 難波圭一
黄泉の王子・犬神のお目付け役。本来の主人は黄泉軍団の軍団長である影虎だが、影虎の命を受け、犬神の監視役となり、その父黄泉の王閻凱の使者を名乗って犬神に近づいた。犬神の怒りを買って、身体の半分を吹き飛ばされる。犬神への復讐のため、自らにカルマの実を取り憑かせ、戦いを挑むが、最終的に犬神に殺された。

ルルパパ
声 - 天野由梨
小明が前鬼に代わる新しい式神として召喚した謎の生き物。ふわふわしたウサギのような姿。
桑折（こおり）
声 - 岩田安生
聖ニールスク大学文理学部心理学科の教授。心霊考古学と超心理学を研究する傍ら、超常現象関連のトラブルを解決している。
速水一恵（はやみ かずえ）
声 - 高山みなみ
聖ニールスク大学の桑折教授の助手。桑折教授が開発したディスペルガンを扱い、教授とともに超常現象関連のトラブルを解決していた。カルマの実に取り付かれて、晶に羯磨獣になる前にディスペルガンでカルマの実ごと自分を撃ってくれと頼むが、晶にはできなかったため、羯磨獣となった。反能力によって前鬼の攻撃が効かないため、小明たちは倒せず、教授が作ったカルマの実の除去装置により、元へと戻った。
後藤晶（ごとう あきら） / 後鬼（ごき）
彫刻家の後藤恭司の息子。鬼神後鬼の生まれ変わりである。
漫画版の後鬼丸に相当する。
後藤恭司（ごとう きょうじ）
著名な彫刻家。後藤晶（後鬼）の父。カルマの実により、取り殺される。
小明の両親
最終話に名前だけ登場。海外で遺跡の発掘をしているらしい。最終決戦後に大量の憑依の実を送りつけてきたため、あわてて前鬼と後鬼の封印を解くというオチとなった。

### ゲームオリジナルキャラクター
FX 金剛炎闘
宝沢望美（たからざわ のぞみ）
声 - こおろぎさとみ
小明の親友。寺で生まれ、呪術師の修行をしている。
魔屡蓮（マルバス）
声 - 若本規夫
過去に小角と前鬼に敗れ、封印された憑依獣。犬神狼の手により蘇り、同じく前鬼に恨みを持つ憑依獣を引き連れて前鬼への復讐に向かう。
名無し（ナナシ）
獣人の姿をした下級の憑依獣。
怨毒（エンドク）
声 - 菅原淳一
魔屡蓮の配下の憑依獣。酸の体液を飛ばして攻撃する。
翔絞牙（ショウコウガ）
声 - 松井菜桜子
鳥人型の憑依獣。体術に長け、巨大な鷹は体の一部で分離も可能。
羅頭狼（ラズロー）
声 - 小野健一
魔屡蓮の右腕を自称するカエル型の憑依獣。前鬼には恨みはないが魔屡蓮に認められたい一心で復讐に加担する。
現れては翔絞牙や輟変礫に吹き飛ばされるが、終盤に俘醜蝕と合体されて巨大な姿となる。
囮躄幺（ガヘキヨウ）
声 - 小野健一
死神型の憑依獣。
鎧鱗斬（ガイリンザン）
声 - 真柴摩利
大蛇に女性の顔と腕が付いた巨大な憑依獣。
蟇（ヒキ）
声 - 菅原淳一
輟変礫を追う前鬼達の前に立ち塞がる人型憑依獣。
輟変礫（テツヘンレキ）
声 - 古田信幸
自動車が怪物化したような憑依獣。
俘醜蝕（フシュウショク）
声 - 西村智博
小鬼型の憑依獣。望美を操った上で殺害し、羅頭狼と合体するも敗れ、魔屡蓮の肉体をも奪おうとするが一撃で葬られる。

## 書誌情報
集英社から1993年から1996年にかけてジャンプコミックスとして全12巻発売された。その後、竹書房から2005年に全7巻発売されている。
- ジャンプコミックス（集英社刊）
  - 第1巻 ISBN 978-4088716381
  - 第2巻 ISBN 978-4088716398
  - 第3巻 ISBN 978-4088716404
  - 第4巻 ISBN 978-4088716565
  - 第5巻 ISBN 978-4088716572 （読切版「鬼神童子ZENKI」収録）
  - 第6巻 ISBN 978-4088716589
  - 第7巻 ISBN 978-4088716596
  - 第8巻 ISBN 978-4088718989
  - 第9巻 ISBN 978-4088718996
  - 第10巻 ISBN 978-4088720654
  - 第11巻 ISBN 978-4088720661
  - 第12巻 ISBN 978-4088720678
- バンブーコミックス（竹書房刊）
  - 第1巻 ISBN 978-4812462225
  - 第2巻 ISBN 978-4812462232
  - 第3巻 ISBN 978-4812462348
  - 第4巻 ISBN 978-4812462355
  - 第5巻 ISBN 978-4812462454
  - 第6巻 ISBN 978-4812462461
  - 第7巻 ISBN 978-4812462805 （読切版「鬼神童子ZENKI」収録）

## テレビアニメ
テレビ東京系で1995年1月9日から同年12月25日まで、毎週月曜日18:00 - 18:30（JST）に放映された。全51話。それまでテレビせとうち制作アニメ枠だったこの時間帯は、本番組からテレビ東京制作枠に戻り、2020年3月までアニメの放送が継続することになる（テレビせとうち制作枠の『しましまとらのしまじろう』は月曜朝7:35 - 8:05枠に移動した）。
基本設定は原作と同じだが、ストーリーや登場キャラクター、憑依獣はオリジナルが多い。特に後鬼の設定は原作と大きく異なる。
また、作品の特徴の一つであったパンチラや乳首の露出描写や人体切断などの残虐描写は極力控えられている（ただし露出描写の自粛は1クール目終盤以降で、それ以前の初期の頃は小明を中心に描写が多く見られた）。なお、第3話・第31話の内容はそれぞれ読切版と原作の外伝をベースにしている。
2007年4月17日から1年にわたってキッズステーションにて再放送された。
映像ソフト化については、VHS版・LD版がリリースされたが、現在は全巻廃盤となっている。また、ティー・ピー・オーからDVD-BOX全2巻が通信販売限定で発売され、セット購入特典として数量限定として小明のフィギュアが付属する。

### スタッフ
- 原作 - 谷菊秀、黒岩よしひろ
- 監督 - 西村純二
- シリーズ構成 - 山口亮太
- キャラクターデザイン - 本橋秀之
- ビジュアルワークエンハンサー - 中嶋敦子
- メカニックデザイン - 寺岡賢司
- アイテムデザイン - 山形厚史
- プロダクションデザイン - 宮崎真一
- 色彩設計 - 飯塚晶子
- 美術監督 - 小山俊久
- 撮影監督 - 藤倉直人
- 編集 - 森田清次
- 音楽 - つのごうじ
- 録音演出 - 若林和弘
- プロデューサー - 小林教子、位下博一、今井修二、朝倉千代子
- アニメーション制作 - スタジオディーン
- 製作 - テレビ東京、読売広告社、キティ・フィルム（後にケイファクトリー）

### 主題歌
オープニングテーマ
「鬼神童子ZENKI」（第1話 - 第28話）
作詞 - 里乃塚玲央 / 作・編曲 - つのごうじ / 歌 - 影山ヒロノブ
最終話ではエンディングテーマとして使用。
「超鬼神ZENKI、来迎聖臨!」（第29話 - 第49話）
作詞 - 里乃塚玲央 / 作・編曲 - つのごうじ / 歌 - 影山ヒロノブ
エンディングテーマ
「笑顔をあげる」（第1話 - 第21話）
作詞 - 白峰美津子 / 作・編曲 - つのごうじ / 歌 - 瀧本瞳
「Sleepless Angels 〜眠れぬ夜の天使たち〜」（第22話 - 第38話）
作詞 - 吉元由美 / 作・編曲 - 庄野賢一 / 歌 - 横山智佐
「奇跡の超鬼神」（第39話 - 第49話）
作詞 - 黒岩よしひろ / 作・編曲 - 天野正道 / 歌 - 横山智佐、緒方恵美

### 各話リスト
| 話数 | サブタイトル                                  | 脚本     | 絵コンテ          | 演出     | 作画監督                | 登場する敵                                | 放送日        |
| ---- | --------------------------------------------- | -------- | ----------------- | -------- | ----------------------- | ----------------------------------------- | ------------- |
| 1    | 鬼神現臨! オレが噂のZENKIさま!!               | 山口亮太 | 西村純二          | 横山広行 | 本橋秀之                | 憑依獣・豺狼豺虎（さいろうさいこ）        | 1995年 1月9日 |
| 2    | 邪神カルマ 三邪導師見参!                      | 山口亮太 | 松本佳久          | 松本佳久 | 本橋秀之                | 憑依獣・錻韋獰（ブイドウ）                | 1月16日       |
| 3    | 小明危うし シャッターチャンスに御用心!        | 時村尚   | 小川浩司          | 亀垣一   | 本橋秀之                | 憑依獣・蛇爬（ダキ）                      | 1月23日       |
| 4    | 欲望の壺 式神町黄金計画                       | 十川誠志 | 松本佳久          | 松本佳久 | 青木哲朗                | 憑依獣・邪光猿（ジャコウエン）            | 1月30日       |
| 5    | 食欲魔神 ZENKIのお味は星いくつ?               | 植田浩二 | 鈴木行            | 守岡博   | 山本泰一郎              | 憑依獣・威嚇（イカク）                    | 2月6日        |
| 6    | 電送の誘惑 少年はまたベルを鳴らす             | 時村尚   | 鈴木行            | 山口美浩 | 笠原彰                  | 憑依獣・照虚霧（テレコム）                | 2月13日       |
| 7    | 煩悩の走者 夜明のゴールへ!                    | 植田浩二 | 松本佳久          | 松本佳久 | 金剛寺昭                | 憑依獣・伽藍陀（ガラニ）                  | 2月20日       |
| 8    | ミイラ旅館 若い女性大歓迎!!                   | 山口亮太 | 亀垣一            | 亀垣一   | 本橋秀之                | 血粧乾のヒル                              | 2月27日       |
| 9    | 地下室の鬼 炸烈! 火炎咒・カーン               | 山口亮太 | 鈴木行            | 神原敏昭 | 笠原彰                  | 憑依獣・血粧乾（ケッショウカツ）          | 3月6日        |
| 10   | 魔犬大行進! 怒れフー太!                       | 十川誠志 | 鈴木敏明          | 鈴木敏明 | 小林利充                | 憑依獣・血流鞭露死（ケルベロス）          | 3月13日       |
| 11   | 地底からの声 侍たちの挽歌                     | 十川誠志 | 神原敏昭          | 守岡博   | 木﨑文智                | 憑依獣・砕動風士（サイドウフウシ）        | 3月20日       |
| 12   | 丘の上の魔女 雪に消えた思い出                 | 時村尚   | 横山広行          | 横山広行 | 小船井充                | 憑依獣・婆婁羅（バルラ）                  | 3月27日       |
| 13   | 寿・絵馬合戦 激突! 大空中戦だ〜っ             | 植田浩二 | 松本佳久          | 津田義三 | 小林利充                | 憑依獣・瘋髏（フウガイ）                  | 4月3日        |
| 14   | 伝説の鬼神ZENKIの秘密をあばけ!                | 植田浩二 | 鈴木行            | 鈴木行   | なかじまちゅうじ        | （総集編）                                | 4月10日       |
| 15   | 鬼神封印計画                                  | 山口亮太 | 牧野行洋          | 山口美浩 | 笠原彰                  | 憑依獣・囮屍魔紫（カシマシ）              | 4月17日       |
| 16   | 闇の呪縛 壮真VSアンジュ                       | 山口亮太 | 鈴木行            | 牛草健   | 七海修                  | 憑依獣・囮屍魔紫（カシマシ）              | 4月24日       |
| 17   | 女邪導師散る アンジュの一番長い日             | 十川誠志 | 亀垣一            | 亀垣一   | 本橋秀之                | 憑依獣・呪羅（ジュラ）                    | 5月1日        |
| 18   | 黄金龍覚醒 幻の不老不死の山へ                 | 時村尚   | 横山広行          | 横山広行 | 木崎文智                | -                                         | 5月8日        |
| 19   | 二人の小明 800年の誓い                        | 植田浩二 | 松本佳久 西村純二 | 守岡博   | 笠原彰                  | 物の怪 憑依獣・錻練擰（ブレンドウ）       | 5月15日       |
| 20   | 平安京炎上 金剛斧よ来たれ!                    | 十川誠志 | 神原敏昭          | 清水明   | 小林利充                | 憑依獣・火堕裸（カダラ）                  | 5月22日       |
| 21   | 急げ未来へ! 古都に輝く五茫星                  | 山口亮太 | 鈴木行            | 鈴木吉男 | 滝川和男                | -                                         | 5月29日       |
| 22   | 式神町壊滅?「水の陣」                         | 時村尚   | 渡邊哲哉          | 牛草健   | 柳沢哲也                | 巨大サンショウウオ                        | 6月5日        |
| 23   | 裏切り者ゴウラ「金の陣」「土の陣」            | 植田浩二 | 横山広行          | 横山広行 | 新井豊                  | 骸骨 巨大ミミズ                           | 6月12日       |
| 24   | 甦れ! ZENKI「火の陣」                         | 十川誠志 | 鈴木行            | 岡崎幸男 | 小林利充                | 炎の獅子                                  | 6月19日       |
| 25   | 最終決戦! カルマの最期                        | 山口亮太 | 織田宏            | 織田宏   | 服部憲知                | 憑依の樹                                  | 6月26日       |
| 26   | 鬼神祭の夜 式神るるぱぱ登場                   | 植田浩二 | 鈴木行            | 守岡博   | 小林一三                | （総集編）                                | 7月3日        |
| 27   | 新たな敵 我こそは黄泉の王子                   | 山口亮太 | 西村純二          | 織田宏   | 本橋秀之                | 怨念カルマ                                | 7月10日       |
| 28   | 覚醒の鼓動! 晶の秘密                          | 時村尚   | 川瀬敏文          | 岡尾貴洋 | 滝川和男                | 羯磨獣・蜈蠕蟲（こぜんちゅう）            | 7月17日       |
| 29   | 咆哮! 超鬼神 ヴァジュラ・マハル・サムスカーラ | 十川誠志 | 横山広行          | 横山広行 | 新井豊                  | 羯磨獣・伽藍堕（がらんだ）                | 7月24日       |
| 30   | 奪われた顔 ナンパ男に御用心!                  | 時村尚   | 岡崎幸男          | 清水明   | 小林利充                | 羯磨獣・断螯殻（だんこうかく）            | 7月31日       |
| 31   | 魂を創る指先 人形たちの夜                     | 植田浩二 | 織田宏            | 織田宏   | 笠原彰                  | 羯磨獣・擰流（どうる）                    | 8月7日        |
| 32   | 湖の恐怖 聞け! 精霊の歌声                     | 山口亮太 | 佐藤育郎          | 佐藤育郎 | 中村あきら （中村プロ） | 羯磨獣・蛟（みづち）                      | 8月14日       |
| 33   | 欲望のかけら 小明・絶体絶命!                  | 十川誠志 | 篁蒼氓            | 織田宏   | 奥野浩行 （中村プロ）   | 羯磨獣・蘶鵺蹣（ギヤマン）                | 8月21日       |
| 34   | 寿海出陣! だるまに清き一票を!                 | 植田浩二 | 川瀬敏文          | 守岡博   | 新井豊                  | 羯磨獣・腑瞳憑（フドウヒョウ）            | 8月28日       |
| 35   | 満月を射る弓 一子先輩の秘密                   | 山口亮太 | 横山広行          | 横山広行 | 新井豊                  | 羯磨獣・矢錻釵女（やぶさめ）              | 9月4日        |
| 36   | 禁断の花園 頭に花を咲かせましょう             | 十川誠志 | 織田宏            | 織田宏   | 笠原彰                  | 羯磨獣・梅雷羅（バララ）                  | 9月11日       |
| 37   | スタア誕生 つかみはOK!?                       | 時村尚   | 篁蒼氓            | 清水明   | 小林利充                | 羯磨獣・死罵咥（シバキ）                  | 9月18日       |
| 38   | 迷ヶ淵の悪夢 帰ってきた壮真                   | 十川誠志 | 池端たかし        | 菱川直樹 | 井上栄作                | 羯磨獣・佗鬼牙魅（タキガミ）              | 9月25日       |
| 39   | 蛭蟇蟲の謀略 忍び寄る黄泉の影                 | 植田浩二 | 西村純二          | 守岡博   | 中村あきら （中村プロ） | （総集編）                                | 10月2日       |
| 40   | 危険な出逢い さやかの揺れる想い               | 時村尚   | 渡邊哲哉          | 牛草健   | 新井豊                  | 羯磨獣・隷羅（レイラ）                    | 10月9日       |
| 41   | 奪われた黒帝 犬神抹殺指令!                    | 山口亮太 | 白旗伸朗          | 白旗伸朗 | 中村あきら （中村プロ） | 羯磨獣・出塵蟶髏（デステール）            | 10月16日      |
| 42   | 狙われた晶 黄泉からの襲撃者                   | 十川誠志 | 横山広行          | 横山広行 | 中村あきら （中村プロ） | -                                         | 10月23日      |
| 43   | 迫り来る闇 小明さらなる試練の時               | 時村尚   | 須永司            | 織田宏   | 笠原彰                  | 羯磨獣・狗影沙（クエイサ）                | 10月30日      |
| 44   | 聖母の奇跡 勾玉の記憶                         | 植田浩二 | 清水明            | 清水明   | 小林利充                | 羯磨獣・戯茘鐚（キリア）                  | 11月6日       |
| 45   | 一恵暁に死す! 幻の羯磨獣を討て!               | 山口亮太 | 菱川直樹          | 菱川直樹 | 井上栄作                | 羯磨獣・豫孥傴（シャドウ）                | 11月13日      |
| 46   | 美しき野獣 悪夢の反能力                       | 十川誠志 | 牛草健            | 牛草健   | 中村あきら （中村プロ） | 羯磨獣・豫孥傴 羯磨獣・白孥猗（シラヌイ） | 11月20日      |
| 47   | 役咒法堂急襲 出でよ不動龍棍!                  | 十川誠志 | 白旗伸朗          | 白旗伸朗 | 新井豊                  | 羯磨獣・白孥猗                            | 11月27日      |
| 48   | 月と狼の運命 白銀を越えて行け!                | 時村尚   | むとうゆーじ      | 横山広行 | 中村あきら （中村プロ） | 羯磨獣・白孥猗                            | 12月4日       |
| 49   | 鬼神VS犬神 運命のラストバトル                 | 植田浩二 | 江上潔            | 江上潔   | 村中博美                | 羯磨獣・白孥猗 犬神狼最終形態             | 12月11日      |
| 50   | 破壊神降臨 戦え! 勇気ある者達よ               | 時村尚   | 西村純二          | 清水明   | 小林利充                | 魔神獣                                    | 12月18日      |
| 51   | 朱き鬼神 放て! 金剛輪極覇光                   | 山口亮太 | 西村純二          | 守岡博   | 中村あきら （中村プロ） | 魔神獣                                    | 12月25日      |

### ネット局
放送日時は1995年8月時点のものとする。
| 放送対象地域  | 放送局         | 系列                                         | 放送時間           | ネット形態 | 備考                                   |
| ------------- | -------------- | -------------------------------------------- | ------------------ | ---------- | -------------------------------------- |
| 関東広域圏    | テレビ東京     | テレビ東京系列                               | 月曜 18:00 - 18:30 | 制作局     |                                        |
| 北海道        | テレビ北海道   | テレビ東京系列                               | 月曜 18:00 - 18:30 | 同時ネット |                                        |
| 愛知県        | テレビ愛知     | テレビ東京系列                               | 月曜 18:00 - 18:30 | 同時ネット |                                        |
| 大阪府        | テレビ大阪     | テレビ東京系列                               | 月曜 18:00 - 18:30 | 同時ネット |                                        |
| 岡山県 香川県 | テレビせとうち | テレビ東京系列                               | 月曜 18:00 - 18:30 | 同時ネット |                                        |
| 福岡県        | TXN九州        | テレビ東京系列                               | 月曜 18:00 - 18:30 | 同時ネット | 現：TVQ九州放送                        |
| 青森県        | 青森テレビ     | TBS系列                                      | 金曜 16:00 - 16:30 | 遅れネット |                                        |
| 宮城県        | 東日本放送     | テレビ朝日系列                               | 火曜 17:00 - 17:30 | 遅れネット |                                        |
| 山形県        | テレビユー山形 | TBS系列                                      | 金曜 16:55 - 17:25 | 遅れネット |                                        |
| 福島県        | 福島テレビ     | フジテレビ系列                               | 月曜 16:30 - 17:00 | 遅れネット |                                        |
| 富山県        | 富山テレビ     | フジテレビ系列                               | 火曜 16:30 - 17:00 | 遅れネット |                                        |
| 石川県        | テレビ金沢     | 日本テレビ系列                               | 火曜 17:00 - 17:30 | 遅れネット |                                        |
| 福井県        | 福井テレビ     | フジテレビ系列                               | 火曜 16:30 - 17:00 | 遅れネット |                                        |
| 山梨県        | テレビ山梨     | TBS系列                                      | 水曜 15:55 - 16:25 | 遅れネット |                                        |
| 長野県        | 長野放送       | フジテレビ系列                               | 木曜 16:30 - 17:00 | 遅れネット |                                        |
| 鳥取県 島根県 | 山陰放送       | TBS系列                                      | 月曜 17:30 - 18:00 | 遅れネット |                                        |
| 広島県        | テレビ新広島   | フジテレビ系列                               | 金曜 17:25 - 17:55 | 遅れネット |                                        |
| 愛媛県        | あいテレビ     | TBS系列                                      | 日曜 6:00 - 6:30   | 遅れネット |                                        |
| 高知県        | テレビ高知     | TBS系列                                      | 火曜 16:30 - 17:00 | 遅れネット |                                        |
| 佐賀県        | サガテレビ     | フジテレビ系列                               | 土曜 6:45 - 7:15   | 遅れネット |                                        |
| 長崎県        | 長崎放送       | TBS系列                                      | 日曜 17:00 - 17:30 | 遅れネット |                                        |
| 熊本県        | テレビ熊本     | フジテレビ系列                               | 土曜 6:45 - 7:15   | 遅れネット | 放送期間：1995年4月1日 - 1996年3月16日 |
| 宮崎県        | テレビ宮崎     | フジテレビ系列 日本テレビ系列 テレビ朝日系列 | 月曜 16:00 - 16:30 | 遅れネット |                                        |
| 鹿児島県      | 南日本放送     | TBS系列                                      | 水曜 16:24 - 16:54 | 遅れネット |                                        |
| 沖縄県        | 琉球放送       | TBS系列                                      | 木曜 16:30 - 17:00 | 遅れネット |                                        |

## OVA
鬼神童子ZENKI外伝〜黯鬼奇譚〜
1997年3月21日発売。漫画版、TVアニメ版に比べてシリアスで内容も悲劇的な部分が多くなっている。VHS版・LD版としてリリースされたが、現在は廃盤となっている。
あらすじ
60年に1度の「鬼神楽」の年に庚申（かのえさる）生まれの17歳の娘が鬼に殺される事件が続出し、伊吹家に助けを求められて向かった途中のササキの桜のたもとで小明は同い年の双子の姉妹、伊吹ひかる・みちると出会う。小明は伊吹家で事件のあらましを聞くが、背景にあるのが「妖怪」の類いではなく、「人間の心の闇」にあることを看破し、庚申待の習わしをひもとき、「私、祓い師だから悪霊はおとせる。だけど心の闇を祓うのはあなた自身」とひかるとみちるに言い放つ。
登場人物
役小明
声 - 横山智佐
除霊のために伊吹家に呼ばれた咒師。鬼への生贄とされる庚申（1980年）生まれのため、双子に命を狙われる。
童子前鬼 / 鬼神前鬼
声 - 山口勝平 / 小杉十郎太
小明と共に村を訪れ、村に蓄積してきた怨念の気配に気づく。最終局面では蘇った鬼と闘う。
伊吹ひかる / 伊吹みちる
声 - 丹羽紫保里 / 児玉もも代
庚申生まれの双子の姉妹。姉のみちるが温和な一方で妹のひかるは人当たりが少し悪く、小明が村に来ることにも反対していた。
小明は彼女たちの母親（声 - 一城みゆ希）の依頼によって除霊に向かうが、実は伊吹家は60年に一度の「鬼神楽」の年（丁丑の年）に代々「庚申生まれの七人の乙女」を鬼に捧げるために鬼の仮面を被って乙女を殺害する役目を負っており、祖母（声 - 沼波輝枝）も60年前の鬼神楽の年（1937年）に庚申（1920年）生まれの乙女を鬼に捧げていた。
双子も5人までは殺害したが、村に庚申生まれの乙女は自分たちしか残っておらず、2人とも死ぬと伊吹家の家系が絶えてしまうため「七人の生贄を捧げないと村が滅びる」との一念で小明を生贄に捧げようとしていた。しかし結局は果たせず、ササキの桜から谷間に飛び込んで自害。祖母以外の伊吹家の人間は全滅してしまう。
鬼は既に千年前に役小角によって封じられていたものの、生贄にされた乙女たちの怨念によって蘇ることになってしまい、その罪悪を悟った祖母は伊吹家の罪を償うため、独り村に残った。
スタッフ
- 監督・絵コンテ - 西村純二
- 脚本 - 山口亮太
- キャラクターデザイン・作画監督 - 木﨑文智
- 演出 - 白旗伸朗
- 美術監督 - 小山俊久
- 撮影監督 - 藤倉直人
- 編集 - 森田清次
- 音楽 - つのごうじ
- 録音演出 - 若林和弘
- プロデューサー - 小暮一雄、稲垣高広
- アニメーション制作 - スタジオディーン
- 製作 - 日本コロムビア、ケイファクトリー

主題歌
エンディングテーマ「超鬼神ZENKI、来迎聖臨！」
作詞 - 里乃塚玲央 / 作・編曲 - つのごうじ / 歌 - 影山ヒロノブ
挿入歌「鬼神童子ZENKI」
作詞 - 里乃塚玲央 / 作・編曲 - つのごうじ / 歌 - 影山ヒロノブ

## ゲーム
- 鬼神童子ZENKI 烈闘雷伝：1995年8月4日、ハドソンより発売。スーパーファミコン用ソフト。アクションゲーム。
  - ファミコン通信クロスレビューでは5、5、5、6の21点[4]。レビュアーは操作がシンプルで必殺技も簡単に繰り出せる、たびたび出る台詞はファンには喜べるのではないか、難易度についてそれほど高くなく下手でも楽しめるとした者とトリッキーな敵や罠が多く序盤から耐性のある敵も登場するため昔よくあったような高め難易度とする者で分かれ、移動速度が遅い、ジャンプ力があまりなく2段でも変わらない、足場や敵の当たり判定が雑だとした[4]。
- 鬼神童子ZENKI：1995年9月1日、セガより発売。ゲームギア用ソフト。アクションゲーム。
- 鬼神童子ZENKI 電影雷舞：1995年11月24日、ハドソンより発売。スーパーファミコン用ソフト。アクションゲーム。
- 鬼神童子ZENKI FX 金剛焱闘：1995年12月22日、ハドソンより発売。PC-FX用ソフト。アクションゲーム。
- 鬼神童子ZENKI 天地鳴動：1996年2月23日、ハドソンより発売。スーパーファミコン用ソフト。ボードゲーム。